# Poblado ibérico de San Antonio
El poblado ibérico de San Antonio es un yacimiento arqueológico perteneciente a la cultura ibérica situado en la cima sur del alargado cerro de San Cristóbal, a un kilómetro de la localidad de Calaceite, en la comarca turolense de Matarraña.
Fue excavado por el arqueólogo calaceitano Juan Cabré y por Pedro Bosch Gimpera (del Instituto de Estudios Catalanes) entre los años 1903 y 1919, y buena parte de los materiales que se recuperaron se localizan en la actualidad en el Museo Arqueológico de Barcelona. 
El poblado se encuentra excavado en su totalidad, y pueden apreciarse dos fases de ocupación: una primera fase que abarca entre los siglos V y IV a. C., que muestra una ocupación principalmente sobre la parte más elevada del cerro; y una segunda fase acontece en el siglo III a. C., durante la cual se amplió el núcleo principal laderas abajo, aprovechando aterrazamientos para construir nuevas viviendas, y rodeando el conjunto con una muralla y varios torreones. Esta etapa de esplendor llegaría a su fin posiblemente con la conquista romana.
El urbanismo del poblado se caracteriza por un eje central que articula el conjunto de viviendas, de planta rectangular y de hasta dos alturas, dispuestas en aterrazamientos a lo largo de la ladera occidental, comunicados mediante calles empedradas. Al norte del recinto amurallado se localiza la entrada principal, junto a una balsa que recogía el agua de lluvia.